# Johann Pieper
Johann Pieper (* 20. Dezember 1903 in Greetsiel; † 13. August 1985 in Otterndorf) war ein niedersächsischer Politiker (SPD) und Mitglied des Niedersächsischen Landtages.
Nach seiner Schulausbildung von 1924 bis 1933 wurde Pieper Berufssoldat. 1934 wurde er zunächst Supernumerar und erhielt 1936 eine Anstellung als Steuerinspektor. Bereits 1949 wurde er Steueroberinspektor. Pieper war mehrere Jahre Sachgebietsleiter für Vollstreckung, Lohnsteuer und Landwirtschaft. 1949 erfolgte eine Amputation des rechten Oberschenkels, seit 1952 war er Krankenwagenselbstfahrer. Von 1946 bis 1963 wurde er Vorsitzender des Betriebs- bzw. Personalrates beim Finanzamt Otterndorf. 

## Partei
Pieper war Vorsitzender des Ortsvereins der SPD sowie Mitglied des Kreisvorstandes. Ferner war er Mitglied des Unterbezirksvorstandes sowie Beisitzer des erweiterten Bezirksvorstandes und Mitglied des Kommunalausschusses des Bezirks Nord-Niedersachsen der SPD.

## Öffentliche Ämter
1948 wurde Pieper Mitglied des Rates der Stadt Otterndorf. 1951 wurde er Abgeordneter des Kreistages und blieb mehrere Jahre Fraktionsvorsitzender der SPD in beiden Gremien. Er war stellvertretender Bürgermeister und stellvertretender Landrat. Ferner war er
Mitglied des Niedersächsischen Landtages der fünften Wahlperiode vom 27. Juli 1965 bis 5. Juni 1967 sowie der sechsten Wahlperiode vorn 6. März 1970 bis 20. Juni 1970. 